# Carl Eduard Schünemann (Verleger, 1894)
Carl Eduard Gustav Schünemann (* 1894 in Bremen; † 1980) war ein deutscher Buch- und Zeitungsverleger.
Zusammen mit seinem Bruder Walther Schünemann (1896–1974) leitete er in der Nachfolge ihres Vaters Carl Eduard Schünemann das Druck- und Verlagshaus Carl Ed. Schünemann KG in der vierten Generation, das in Bremen die beiden bürgerlichen Zeitungen herausgab: die konservativ-liberale Bremer Nachrichten (BN) (Auflage 1937: 63.000) und die wirtschaftsorientierte, zuletzt liberal-nationale Weser-Zeitung (Auflage 1933: 80.000).
Er gilt mit der patentierten Entwicklung des „Trini-Tiefdruckes“ als einer der Pioniere der Drucktechnik.
1933 begrüßen die Bremer Nachrichten die neue NS-Regierung und alle Maßnahmen gegen die Kommunisten, dennoch wurde die Zeitung am 13. März 1933 für drei Tage verboten. 1934 fusionierten beide Zeitungen zu den Bremer Nachrichten mit Weser-Zeitung. Im Juli 1936 wurden die beiden Verleger unter dem Diktat der Gleichschaltung der Presse mit einem Schreiben des NS-Reichsleiters für die Presse Max Amann aus der Reichspressekammer (RPK) ausgeschlossen und verpflichtet, 51 % ihrer Anteile an die Nationalsozialisten zu verkaufen. Der Buch- und der Zeitungsverlag mussten getrennt werden. Carl Eduard Schünemann sicherte 1937 seine Stellung durch den Beitritt in die NSDAP. 
Allerdings musste der Druck zum 1. September 1944 eingestellt werden, da sowohl Papier als auch Fachpersonal fehlte. Zu diesem Zeitpunkt erschien in Bremen nur noch die „Bremer Nationalsozialistische Zeitung“. Schünemann wurde 1949 als „Entlasteter“ entnazifiziert.
Erst am 8. September 1949 erhielten die beiden Herausgeber nach Aufhebung des Lizenzzwangs wieder die Zulassung, die Bremer Nachrichten erscheinen zu lassen. Es 
erfolgten der Wiederaufbau des Stammhauses in Bremen und die Einrichtung eines Zweigwerkes in Bremen-Lesum. 1974 wurde die Zeitung verkauft.